# Mad Love: The Prequel
Mad Love: The Prequel è il primo EP del cantante e rapper giamaicano Sean Paul, pubblicato il 29 giugno 2018 dalla Island Records.
L'album è stato anticipato dai singoli No Lie, Tek Weh Yuh Heart, Body, Mad Love e Tip Pon It.

## Tracce
1. Naked Truth (feat. Jhené Aiko) – 3:58
2. Bad Love (feat. Ellie Goulding) – 3:34
3. Mad Love (feat. Becky G) – 3:19
4. Jump On It – 3:26
5. Tip Pon It (con Major Lazer) – 3:41
6. Jet Plane Trip (feat. Stefflon Don) – 4:09
7. Body (feat. Migos) – 3:26
8. Tek Weh Yuh Heart (feat. Tory Lanez) – 3:45
9. No Lie (feat. Dua Lipa) – 3:41

## Classifiche
| Classifica | Posizione |
| ---------- | --------- |
| Canada     | 79        |
| Finlandia  | 15        |
| Francia    | 135       |
| Norvegia   | 32        |